# Ardeth Platte
Ardeth Platte, OP (* 10. April 1936 in Lansing, Michigan, Vereinigte Staaten; † 30. September 2020 in Washington, D.C.) war eine US-amerikanische dominikanische Ordensschwester und Anti-Atomwaffen-Aktivistin. Sie wurde 1999 in die Michigan Women’s Hall of Fame aufgenommen.

## Leben

### Jugend
Platte wurde am 10. April 1936 in Lansing, Michigan, geboren und wuchs in Westphalia, Michigan, auf und erhielt ihren Schulabschluss an der St. Mary’s High School in Westphalia 1953, wo sie als Jahrgangsbeste abschloss. Sie trat 1954 den Dominican Sisters of Grand Rapids bei und nach ihrem Noviziat studierte sie am Aquinas College, der Hochschule des Ordens in Grand Rapids, Michigan, um Lehrerin zu werden. 1967 gründete sie das St. Joseph Alternative Education Center in Saginaw, Michigan, eine Schule für Kinder, die in anderen Institutionen nicht aufgenommen worden waren. 1995 zog Platte ins Jonah House in Baltimore Maryland, wo sie sich an Aktionen des Plowshares Movement beteiligte.
Platte war im Saginaw City Council von 1977 bis 1985.

### Aktivismus
Im Jahr 2000 betrat Platte zusammen mit zwei anderen Mitgliedern ihrer Ordensgemeinschaft, den Schwestern Jackie Hudson OP und Carol Gilbert OP, illegal den Luftwaffenstützpunkt Peterson und bespritzte ein Kampfflugzeug mit ihrem eigenen Blut. Die drei Frauen wurden festgenommen und im Gefängnis festgehalten, bis die Anklage fallen gelassen wurde. Im Jahr 2002 betrat dasselbe Trio einen Minuteman-III-Raketensilo in Colorado. Sie trugen weiße Overalls mit der Aufschrift „Citizen Weapon Inspection Team“ und begannen vor dem Silo zu beten, während sie ihr eigenes Blut in Form eines Kreuzes darauf gossen. Die Schwestern wurden festgenommen und mussten stundenlang auf dem Boden liegend warten. Sie protestierten auch während ihrer vorgerichtlichen Anhörung weiter. In voller Ordenstracht antworteten die Schwestern dem Richter mit einem Nicken, ohne ein Wort zu sagen. Zu Beginn des Prozesses gab der vorsitzende Richter Robert E. Blackburn dem Staatsanwalt statt und untersagte, die Anklage in limine zu erheben. Dadurch wurde den Schwestern die Möglichkeit genommen, zu argumentieren, dass ihre Handlungen nach internationalem Recht und der Nürnberger Verteidigung rechtmäßig gewesen seien. Sie wurden zu 30 bis 41 Monaten Gefängnis verurteilt.
Platte wurde am 22. Dezember 2005 aus dem Gefängnis entlassen. Ihre Entlassung war eigentlich erst für den 31. Mai des Folgejahres geplant, doch ein Richter berücksichtigte die laut dem Federal Bureau of Prisons bereits vorher verbüßte Zeit. Anschließend saß sie drei weitere Jahre auf Bewährung ab. Sie wird von der Maryland State Police als Terroristin eingestuft.
Platte spendete, wie andere Bewohner des Jonah House, eine Sammlung von Materialien, die ihren Friedensaktivismus dokumentieren, an die DePaul University Special Collections and Archives. Die Ardeth Platte Papers sind Teil der Sammlung zum Friedensaktivismus.

## Tod
Sie starb am 30. September 2020 in Washington, D.C.

## In der Populärkultur
Platte war die Inspiration für die Figur der Schwester Jane Ingalls (gespielt von Beth Fowler) in der Fernsehserie Orange Is the New Black.
Das Buch Transform Now Plowshares: Megan Rice, Gregory Boertje-Obed, and Michael Walli (Liturgical Press 2022) ist ihr gewidmet und beschreibt viele der Anti-Atomkraft-Aktionen, die sie zusammen mit den Schwestern Gilbert, Hudson und anderen durchführte.